# Braunlage
Braunlage là một đô thị ở huyện Goslar trong bang Niedersachsen in Đức. Đô thị này có diện tích 21,7 km². Đô thị này nằm trong dãy núi Harz, về phía nam của Brocken. 
Đô thị này có 3 khu dân cư:
- Braunlage
- Hohegeiß
- Königskrug